# كارولين بيرد
كارولين بيرد (بالإنجليزية: Caroline Bird)‏ هي كاتِبة وشاعرة بريطانية، ولدت في 1986.